# An Arrangement of British Plants, Third Edition
An Arrangement of British Plants, Third Edition (abreviado Arr. Brit. Pl., ed. 3.) es un libro con ilustraciones y descripciones botánicas que fue escrito por el médico, geólogo, químico, y botánico británico William Withering. Fue publicado en Birmingham en 4 volúmenes en el año 1796.